# Argyrochosma
Argyrochosma is een geslacht met een twintigtal soorten varens uit de lintvarenfamilie (Pteridaceae).
Het zijn lithofyten uit warme, droge en rotsige biotopen afkomstig uit Noord-, Midden- en Zuid-Amerika.

## Naamgeving enetymologie
- Synoniem: Notholaena sect. Argyrochosma J. Smith (1841)
- Engels: False cloak ferns

De botanische naam Argyrochosma is een samenstelling van Oudgrieks ἄργυρος, arguros, (zilver) en χῶσμα, chōsma (poeder), naar het witte bloemige poeder dat bij de meeste soorten de onderzijde van de blaadjes bedekt.

## Kenmerken

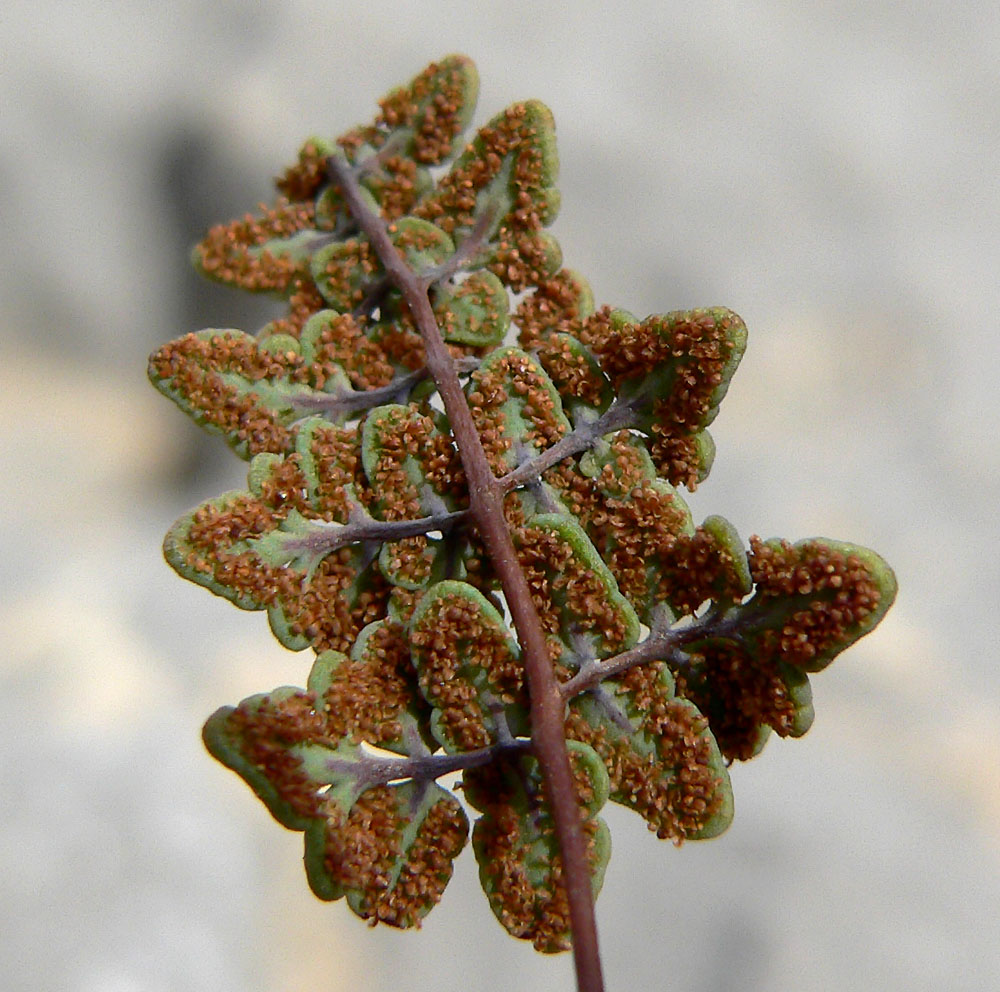
Argyrochosma jonesii, onderzijde blad met detail sporenhoopjes

Argyrochosma-soorten zijn kleine litofytische varens met korte, rechtopstaande, meestal onvertakte, met lijnvormige tot lancetvormige, bruine of zwarte schubben bezette rizomen. De bladen zijn gegroepeerd in bundels, eenvormig, van enkele cm tot 30 cm lang. De bladsteel is bruin of zwart, rolrond, afgeplat of met een enkele groef aan de bovenzijde, kaal op een enkele schub aan de basis na, met een enkele vaatbundel. De bladschijf is lancetvormig, ovaal of driehoekig, twee- tot zesmaal geveerd, dikwijls lederachtig, aan de bovenzijde meestal glad, mat, aan de onderzijde glad of bedekt met een bloemachtig poeder. De bladslipjes zijn meestal gesteeld, met een donker steeltje, ovaal, eirond tot driehoekig met hartvormige basis, meestal smaller dan 4 mm, de randen dikwijls naar beneden omgekruld.
De sporenhoopjes staan verspreid langs de rand van de blaadjes aan het einde van de nerven, afgewisseld met de poedervormende kliertjes, en worden meestal niet tot slechts gedeeltelijk bedekt door de omgekrulde bladranden, zogenaamde pseudo-indusia, die smal en groenachtig zijn. Er zijn geen echte dekvliesjes.

## Taxonomie
De soorten van het geslacht Argyrochosma werden oorspronkelijk bij de geslachten Notholaena of Pellaea ingedeeld. Een biosystematische studie van Windham uit 1987 heeft echter geleid tot het afsplitsen van deze soorten op basis van onder andere stengel-en bladmorfologie, de verdeling, kleur en de versiering van de sporen, het aantal chromosomen en de chemische samenstelling van het poeder dat de blaadjes bedekt.
Het geslacht telt in de huidige indeling ongeveer 20 soorten.

### Soortenlijst
- Argyrochosma bryopoda (Maxon) comb. ined.
- Argyrochosma chilensis (Fée & J. Remy) Windham (1987)
- Argyrochosma dealbata (Pursh) Windham (1987)
- Argyrochosma delicatula (Maxon & Weath.) Windham (1987)
- Argyrochosma fendleri (Kunze) Windham (1987)
- Argyrochosma formosa (Liebm.) Windham (1987)
- Argyrochosma incana (C. Presl) Windham (1987)
- Argyrochosma jonesii (Maxon) Windham (1987)
- Argyrochosma limitanea (Maxon) Windham (1987)
- Argyrochosma lumholtzii (Maxon & Weath.) Windham (1987)
- Argyrochosma microphylla (Mett. ex Kuhn) Windham (1987)
- Argyrochosma nivea (Poir.) Windham (1987)
- Argyrochosma pallens (Weath.) Windham (1987)
- Argyrochosma palmeri (Baker) Windham (1987)
- Argyrochosma peninsularis (Maxon & Weath.) Windham (1987)
- Argyrochosma pilifera (R. M. Tryon) Windham (1987)
- Argyrochosma stuebeliana (Hieron.) Windham (1987)